# Ruth Ansel
Ruth Ansel   (Nova York, 1938) és una dissenyadora gràfica i directora d'art nord-americana. És principalment coneguda pel seu treball en les revistes de moda Harper's Bazaar, House & Gardens, Vogue i Vanity Fair.
És considerada una de les directores d'art més joves del món de les revistes en iniciar la seva carrera, amb una visió arriscada que va acabar amb molts dels límits que tenia el disseny editorial.
Amb una carrera que abasta gairebé cinc dècades, Ansel va dirigir les pàgines de The New York Times Magazine i Vanity Fair, conduint el disseny de revistes a plantejaments totalment nous i trencadors. Va començar la seva carrera codirigint artísticament Harper's Bazaar amb Bea Feitler i Nancy White, i van establir un nou estàndard en el disseny de revistes. Ansel va ser la primera dona a ocupar llocs que originalment estaven destinats als homes, cosa que la va acabar fent guanyar el premi de l'Art Directors Club of New York. Durant aquest trajecte, va establir col·laboracions significatives amb Richard Avedon, deixant la seva empremta en el món del disseny editorial.

## Biografia
Ruth Ansel va néixer al Bronx, Nova York, EUA, l’1 de juny de 1938. Des de la infància, Ruth es va interessar per l'art i el cinema, cosa que la va motivar a estudiar Belles Arts a la Universitat Alfred i graduar-se l’any 1957. Després de graduar-se, va ser introduïda en el món del disseny pels seus pares, ja que el seu pare portava un negoci d’importació de porcellana i la seva mare dirigia una petita botiga de llenceria. Inicialment, es va especialitzar en disseny de ceràmica, però es va adonar de les limitades oportunitats de feina en aquest àmbit i va decidir dirigir el seu enfocament cap al disseny editorial. Tot i això, poc temps després de llicenciar-se, Ansel va començar a treballar a les ordres de Bob Cato a Columbia Records. Es va casar amb el dissenyador Bob Gill, que la va introduir a la “màfia del disseny de Nova York”, un grup de dissenyadors gràfics influents que incloïa noms com George Lois, Robert Brownjohn, Saul Bass i Ivan Chermayeff. Tot i això, la parella es va separar més tard.
Ruth Ansel va debutar com a dissenyadora el 1961, quan el director d'art de la revista Harper's Bazaar, Marvin Israel, li va cridar l’atenció una foto d’una portada que s'assemblava a l’estil de Diana Vreeland, la primera editora de moda de Harper's Bazaar i directora de Vogue del 1962 al 1971. La foto va causar una discussió entre el cap redactor i Israel, i això va acabar amb l’acomiadament d’Israel. Això va portar a la inesperada designació de Ruth Ansel, Bea Feitler i Nancy White com a codirectores d'art de la revista, convertint Ansel en una de les directores d'art més joves de la història de les revistes. Des de llavors, la revista va anar adquirint una gran varietat de tonalitats innovadores en el disseny i l'edició fotogràfica.
Més endavant, durant la dècada dels seixanta, va traslladar les seves habilitats a The New York Times Magazine, on va tenir un paper clau en la definició del seu estil i va contribuir de manera significativa al disseny setmanal de la publicació, que és una part integral del diari The New York Times. A la dècada de 1970, es va convertir en la primera directora d'art femenina de New York Times Magazine. En la dècada dels vuitanta, la seva experiència també va abastar Vanity Fair, una revista de gran renom que cobreix temes diversos com cultura, moda i política. Com a directora d'art aquí, Ansel va continuar la seva influència en el món del disseny editorial, consolidant la seva reputació com una professional destacada en aquest camp. En aquesta mateixa dècada, també va ser directora d'art de House & Garden i Vogue. Aquests càrrecs li van anar donant prestigi a la seva producció creativa.
Alhora que feia el treball de direcció d'art, també va crear títols per al cinema en pel·lícules de culte com My Dinner with Andre de Louis Malle, i edicions de llibres com Alicia al país de les meravelles, fotografiat per Richard Avedon i The End of the Game de Peter Beard.
Finalment, va formar el seu propi estudi de disseny a la dècada dels noranta, on va continuar treballant amb tots els grans fotògrafs amb els quals va col·laborar a l'època de les seves revistes.
En aquest nou estudi, va dissenyar portades de llibres notables com Dark Odyssey de Philip Jones Griffiths o The Sixties per Richard Avedon, i una monografia per a Taschen del fotògraf del salvatge Peter Beard. Ella va continuar treballant en estreta col·laboració amb Richard Avedon i dissenyant per a The New Yorker. El seu estudi també ha dissenyat campanyes per a Versace, Club Monaco i Karl Lagerfeld.
El 2008, va dissenyar la portada del llibre de fotografia d'Annie Leibovitz, una nova versió de la senzilla portada de llibre de roba que tots reconeixem.

## Treballs i característiques
Ansel és coneguda pel seu enfocament minimalista i elegant en el disseny. Els seus dissenys solen ser nets i ben estructurats, cosa que permet que els elements visuals i el contingut destaquen de manera efectiva. També destaca per la seva capacitat per innovar visualment i trencar les convencions tradicionals del disseny editorial.
A més a més, Ruth Ansel té una habilitat excepcional per integrar la tipografia i la fotografia d'una manera que complementa i realça el contingut. Els seus dissenys tipogràfics són sovint audaços i llegibles, mentre que les imatges es presenten de manera captivadora i artística.
Pel que refereix als seus treballs i fites, a la dècada dels seixanta, el seu treball per a Bazaar va aconseguir capturar un moment de transició en la moda i la societat. A la dècada dels setanta, es va convertir en la primera directora d'art femenina de New York Times Magazine. A la dècada dels vuitanta, va crear la nova imatge de la revista Vanity Fair.
No es va limitar només a les revistes, ja que va treballar a House & Garden, una publicació centrada en la decoració de la llar i el disseny d'interiors. La seva contribució aquí va reflectir la seva versatilitat i la seva capacitat per adaptar-se a diferents àmbits del disseny.
Finalment, va treballar com a dissenyadora gràfica independent en una varietat de projectes, deixant la seva marca en el disseny de llibres, portades de llibres i altres obres impreses.

## Premis
- The Gold Medal for Design, The Art Directors Clubs, 1970
- Premi de disseny a l'excel·lència contínua en disseny de publicacions per la Societat de publicació (homenatge especial).
- Premi del Saló de la Fama, The Art Directors Club, 2011.
- Medalla AIGA, 2016